# 新藍党
新藍黨（英語：New Blue Party of Ontario，法語：Nouveau Parti Bleu l'Ontario）是加拿大安大略省一個奉行社會保守主義 的政黨。該黨於2020年成立，現任黨魁是詹姆·卡拉哈里奧斯（Jim Karahalios），該黨第一個省議員碧蓮達·卡拉哈里奧斯的丈夫。

## 歷史

### 政黨成立之前
2017年底，企業律師詹姆·卡拉哈里奧斯（Jim Karahalios）被進步保守黨起訴，以報復其創立社會活動團體「革除碳稅」（Axe The Carbon Tax）（反對該黨支持碳稅的立場） 和「取回我們的進步保守黨」（Take Back Our PC Party）（質疑該黨對提名的認受性，導致選舉舞弊指控出現）。 高等法院法官保羅·比雷爾 (Paul Perell) 撰寫了一項針對該黨的裁決，裁定该訴訟是旨在壓制異議的「針對公眾參與的戰略訴訟」（A strategic lawsuit against public participation），從而判定卡拉哈里奧斯勝訴。 
2018年，彭建邦辭職、道格·福特當選成為安省進步保守黨黨魁後，碧蓮達·卡拉哈里奧斯贏得了該黨劍橋選區的提名 ，並在2018年省選中贏得該選區，成為代表該選區的省議員。 
2018年11月，詹姆·卡拉哈里奧斯角逐了安大略省進步保守黨主席一職，敗選後對該黨提起訴訟，指控選舉過程被操縱、違反選舉規則，以及為了確保黨魁道格·福特支持的候選人白賴仁·百德新（Brian Patterson）當選而填塞投票箱等。 
2020年7月21日，碧蓮達·卡拉哈里奧斯在投票反對第195號法案《重新開放安大略省（對 COVID-19 的靈活應對）法案》後被黨魁道格·福特從進步保守黨黨團中移除。該法案將擴大政府在COVID-19大流行期間的緊急權力。卡拉哈里奧斯投票反對這份法案時稱其時一個「對我們的議會民主不必要的越權」（Unnecessary overreach on our parliamentary democracy）。  一個月後，碧蓮達·卡拉哈里奧斯 (Belinda Karahalios)、她的丈夫詹姆 (Jim) 以及進步保守黨的其他18名成員在白賴仁·百德新領導下的政黨高層投票贊成向安省選舉局「註銷」劍橋選區的進步保守黨選區協會後被踢出劍橋選區的選區協會。 

### 新藍黨成立後

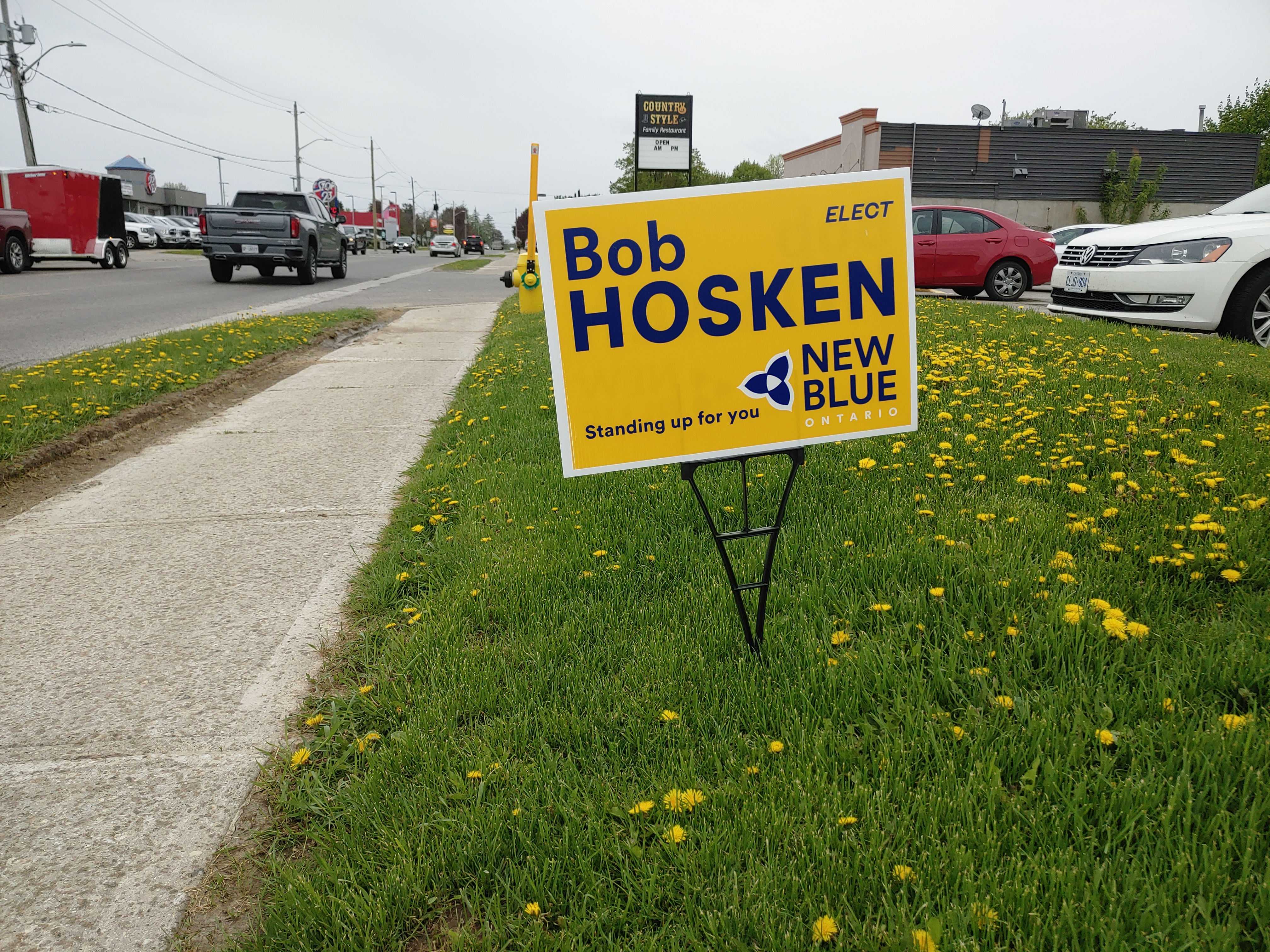
2022年安省省選中新藍黨的廣告牌

2020年10月12日，詹姆·卡拉哈里奧斯和碧蓮達·卡拉哈里奧斯夫婦發佈影片，宣佈他們正在組建一個新的政黨，聲稱安大略進步保守黨已經無可救藥。甚至指出「安大略省省議會中沒有任何政黨捍衛納稅人、捍衛小企業、捍衛禮拜場所、促進自由、促進民主或打擊貪污。」  
2021年1月7日，新藍黨在安省選舉句正式注册。新藍黨黨魁詹姆·卡拉哈里奧斯表示，該黨將會把重點放在支持納稅人、禮拜場所和小企業。 碧蓮達·卡拉哈里奧斯在被踢出進步保守黨後是一位獨立議員，自2021年1月18日起成為新藍黨唯一的省議員。
碧蓮達·卡拉哈里奧斯作為新藍黨的候選人在2022年省選於劍橋選區競逐連任，可是最後排名第四，失去了議席。 新藍黨在 2022年省選也沒有贏得任何席位。 

## 意識形態與原則

### 思想
新藍黨是一個右翼的社會保守主義政黨，他們被描述為在與其分裂的安大略省進步保守黨的右翼。  新藍黨公開反對針對COVID-19採取的所有措施；至少一名該黨的省選候選人參與了自由車隊抗議活動。  
《閃高改革者》（Simcoe Reformer）的一篇文章稱新藍黨反對「『覺醒』主義」，並支持從學校中刪除批判性種族理論以及「性别認同理論」。 

## 選舉結果
| 選舉   | 總票數  | 得票率 | 候選人數量 | 贏得議席 | 議席轉變 | 狀態   |
| ------ | ------- | ------ | ---------- | -------- | -------- | ------ |
| 2022年 | 127,180 | 2.72   | 123 / 124  | 0 / 124  | -1       | 議會外 |

† 新藍黨在渥太華西–尼比仁選區的候選人於2022年5月17日因為加拿大軍隊個規則而退選。 